# Ceramonema pisum
Ceramonema pisum is een rondwormensoort uit de familie van de Ceramonematidae.